# Lotyšská maskovaná procesí

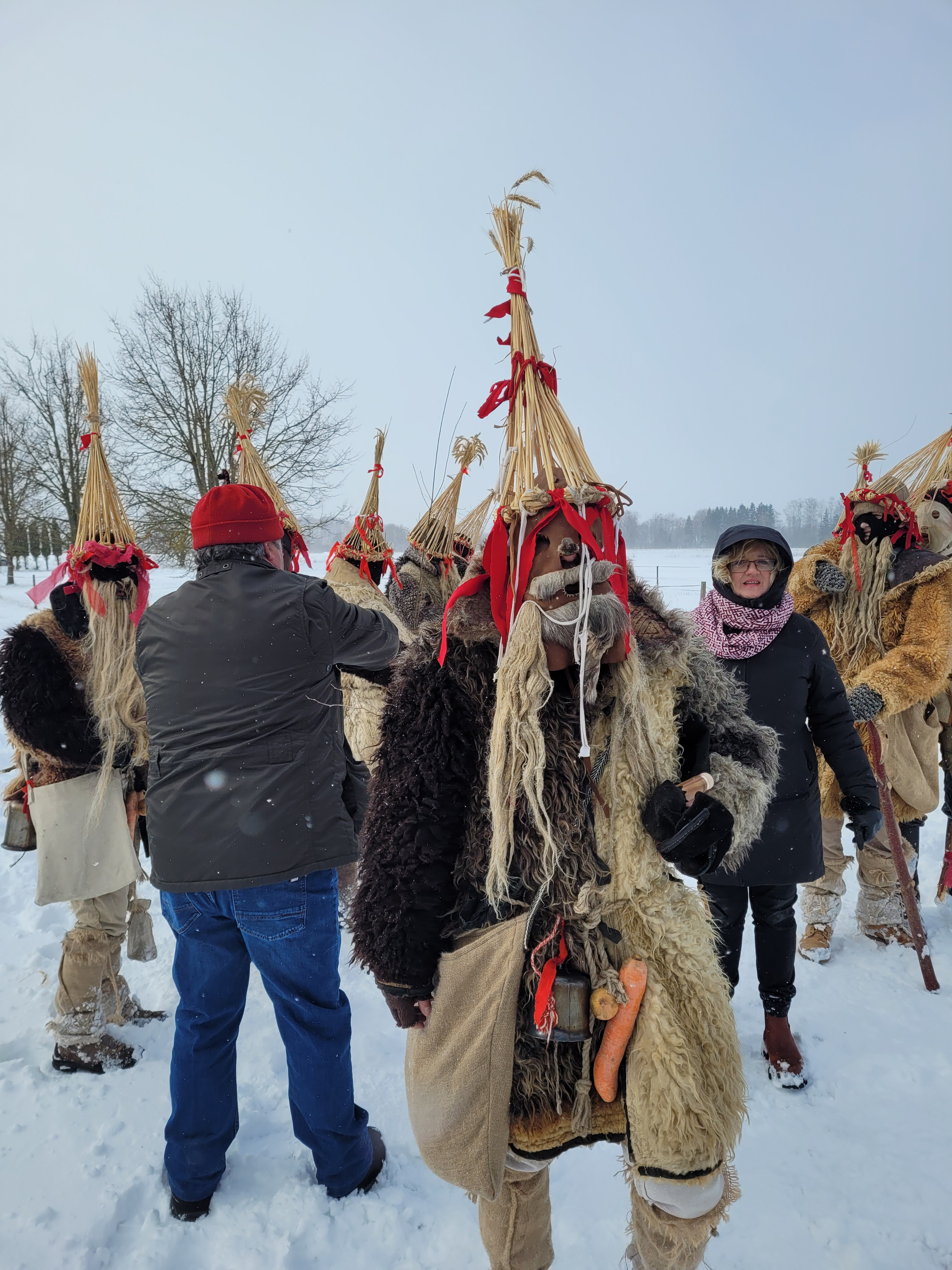
Budēļi v roce 2023

Maskovaná procesí či obchůzky v lotyšské lidové kultuře tradičně probíhají mezi svátkem svatého Michala (19. září) a svátkem svatého Jiří (24. dubna), ale maskovaní lidé se objevují či objevovali také při příležitosti křtin, svateb, pohřbů, žehnání domů a dožínek. K nejoblíbenějším maskám patří Jeřáb, Medvěd, Cikán, Cikánka, Smrt, Koza, Kozel a Kůň s jezdcem. Ve své tradiční podobě tyto pochůzky počaly zanikat na většině lotyšského území na konci 19. století a udržely se jen v několika odlehlých regionech. Na konci 70. let 20. století došlo prostřednictvím různých folklórních sdružení k jejich oživení, v rámci toho však bylo ignorováno mnoho místních, časových i symbolických specifik a vznikla tak nová, unifikovaná, tradice. Tyto průvody lze srovnat s dalšími evropskými zimními maskovanými obchůzkami jako jsou české lucky, bulharští kukeri nebo alpští krampusové.
Nejznámějšími z těchto zvyků se podle jejich účastníků nazývají budēļi, ķekatas a čigāni, obecně je však doloženo nejméně sedmdesát výrazů pro účastníky maskovaných procesí. K jednotlivým formám patří například následující:
- Budēļi chodí během masopustu, na počátku jara a na počátku zemědělského roku v Kuronsku a Zemgalsku. Mají povoleno komunikovat pouze skrze zpěv a v jejich zvycích se objevují především témata plodnosti, sexuality a smíchy a zahrnují obřadní výprasky, polévání vodou, skákání a oplzlé průpovídky. Typická pokrývka hlavy budēļi se vyrábí ze slámy a nejspíše symbolicky souvisí s posledním snopem.[1]
- Ķekatnieki jsou maskování koledníci chodící o Vánocích, ve stejné období chodí ženské kaladniece, které dostávají pohoštění a dárky v domech kde zastaví ke zpěvu.[2]
- Vecīši chodí mezi koncem sklizně a svátek svatého Martina (11. listopadu) převlečeni za bíle oděné „Starce“, a zpravidla zůstávají během obchůzky potichu, ale někdy zpívají specifické písně. Tento zvyk je nejspíše spojen s kultem předků.[1]
- Kaitas či koitas chodí během vánočního dvanáctidenní v Latgalsku různých maskách a provádí různé žerty, vylomeniny a pranky.[1]